# Ruth Davidson
Ruth Elizabeth Davidson (Edimburgo, 10 de novembro de 1978) é uma política escocesa e líder do Partido Conservador Escocês desde 2020. Em 2018, apareceu na lista de 100 pessoas mais influentes do ano pela Time.